# Arciconfraternita di San Bernardino da Siena
L'Arciconfraternita di San Bernardino da Siena fu eretta (come "confraternita") nell'anno 1482 poco dopo la canonizzazione del Santo ad opera del pontefice Niccolò V nel 1450.
Nel 1881 ebbe il titolo di Arciconfraternita con bolla di Leone XIII
Inizialmente i confrati si riunivano presso il convento di San Francesco a Folloni, poi intorno al 1600 si provvide alla creazione di un oratorio a Montella presso la Chiesa Madre dove sono presenti anche due cappelle di proprietà della confraternita (quelle di san Bernardino e quella di santa Monica)